# 梁嘉儒
梁嘉儒（1996年5月28日—），香港男子自行车运动员，主攻公路自行车和场地自行车耐力类项目，2018年亚洲运动会男子团体追逐赛银牌得主、2022年亚洲运动会男子全能赛银牌得主。